# Dunja Brozović-Rončević
Dunja Brozović-Rončević (Zára, 1960. július 23. –) horvát nyelvész, akadémikus, egyetemi tanár, Dalibor Brozović horvát nyelvész és Nevenka Košutić Brozović irodalomtörténész lánya. Szűkebb kutatási területei a névkutatás, a történeti helynévtan, az antroponímia, a nyelvi antropológia, a lexikológia és a lexikográfia.

## Élete
1960. július 23-án született Zárában. 1975 és 1978 között a zárai „Vladimir Nazor” általános gimnáziumba, 1978-ban pedig a new york-i Chapin Schoolba járt. Zágrábban etnológiát és indológiát tanult a Zágrábi Egyetem Filozófia Karának Általános Nyelvtudományi és Orientalisztika Tanszékén, ahol 1983-ban szerzett diplomát. A következő évben a Horvát Tudományos és Művészeti Akadémia Nyelvtudományi Kutatóintézetében dolgozott a Horvátország történelmi helynévszótára című projektben. 1987-ben szerzett mesterdiplomát a Belgrádi Egyetem Filológiai Karán a „Pretkršćanski i kršćanski elementi u toponimiji jadranskoga područja Hrvatske” (Kereszténység előtti és keresztény elemek Horvátország adriai helyneveiben) című dolgozatával.
1990/1991-ben a padovai Istituto di Glottologia-ban a romanisztikára szakosodott. A következő tanévben a Harvard Egyetem munkatársa volt Cambridge-ben (USA). 1991 és 1996 között vezette a Horvátország történelmi helynévszótára című projektet. 1997-ben Zágrábi Egyetem Filozófiai Karán szerzett PhD fokozatot „Apelativi u hrvatskoj hidronimiji” (Köznevek a horvát vízrajzban) témában (mentora Petar Šimunović akadémikus volt). 2002 és 2006 között ismét a Horvátországi Történelmi Helynévszótára című projekt vezetője volt. 2002 óta dolgozik együtt a Horvát Tudományos és Művészeti Akadémia Nyelvészeti Kutatóintézetében az Összláv Nyelvi Atlasz és az Európai Nyelvi Atlasz projektben. Ugyanettől az évtől a svédországi uppsalai székhelyű Nemzetközi Névtani Bizottság (ICOS) igazgatótanácsának tagja.
Társalapítója és helyettes vezetője a Zárai Egyetem Adriai Névkutatási Központjának, amelyet 2003-ban alapítottak. 2003 végétől 2011 végéig a Horvát Nyelv- és Nyelvtudományi Intézet igazgatója volt. A Horvát Nyelvkincstár projektet vezeti. 2004. május 20-tól a Horvát Tudományos és Művészeti Akadémia Filológiai Tudományok Osztályának társult tagja, ahol a névtani, etimológiai és lexikográfiai bizottság tagja. A tanács 2012. május 8-i feloszlásáig tagja volt a Horvát Nyelvi Szabványi Normák Tanácsának, a Horvát Köztársaság horvát alapnyelvvel foglalkozó szakértői testületének.
2005-ben javasolta és megalapította az etnológiai és antropológiai tanulmányt a Zadari Egyetemen. Ugyanebben az évben az Intézet Tudományos Tanácsának döntése alapján a Horvát Köztársaság Tudományos, Oktatási és Sportminisztériumánál a Horvát Alapnyelvi Tanács tagjává nevezték ki. 2005-től 2012-ig az Etnológiai és Folklórkutató Intézet elnökségi tagja volt. 2003-tól 2013-ig a Horvát Nyelv- és Nyelvtudományi Intézet Névtani és Etimológiai Tanszékének vezetője volt. 2012 óta a Horvát Nyelv- és Nyelvtudományi Intézet tudományos főmunkatársa. 2013. október 1. óta a Zárai Egyetem Etnológiai és Kulturális Antropológiai Tanszékén dolgozik, ahol tanszékvezetői pozíciót tölt be. Több folyóiratot szerkeszt. A Folia onomastica Croatica folyóirat ügyvezető szerkesztője, valamint a Rivista Italiana di onomastica című olasz folyóirat nemzetközi szerkesztőbizottságának tagja.
A zárai, a fiumei és a zágrábi egyetem tanára. Névtant oktat a Zágrábi Egyetem Filozófiai Karának Nyelvtudományi posztgraduális szakán, valamint a Fiumei Egyetem és a Zárai Egyetem Horváttudományi Karain. Társvezetője a Horvát Nyelvtörténet és Dialektológia egyetemi doktori iskolának, amely a Fiumei Egyetem Filozófiai Karával és a Horvát Nyelv- és Nyelvtudományi Intézettel együttműködésben folyik. Oktat a Zárai Egyetem Etnológia és Antropológia Tanszékén is. Részt vett a Zárai Egyetemen a „European Studies: Languages and Cultures in Contact” posztgraduális tanulmány nemzetközi Tempus projektjének kidolgozásában. Mentor, elnöke vagy tagja több mester- és doktori fokozatért felelős bizottságnak a zágrábi és zárai egyetemeken.

## Fő művei
- Enciklopedija hrvatskih prezimena, (társszerkesztők: S. Grgić, D. Boras, D. Brozović Rončević, D. Vitek), Zagreb, 2008.
- Denominando il mondo: dal nome comune al nome proprio, (társszerkesztő: Enzo Caffarelli), Roma, 2005.
- Deutsch-kroatisches Universalwörterbuch (szerkesztő), Zagreb 2005.
- Hrvatski enciklopedijski rječnik, (társszerkesztők: Anić, V.; Brozović Rončević, D.; Goldstein, I.; Jojić, Lj.; Matasović, R.; Pranjković, I.), Zagreb, 2002. (a névtani anyag szerzője)
- Rječnik novih riječi – Mali vodič kroz nove riječi i pojmove u hrvatskim glasilima, Zagreb, 1996., (társszerzők: A. Gluhak, V. Muhvić-Dimanovski, L. és B. Sočanac)
- Szerkesztette a Horvát Tudományos és Művészeti Akadémia által kiadott Horvát Dialektológiai Antológia több kötetét és a Horvát Nyelv- és Nyelvtudományi Intézet által kiadott könyveket is.

## Fordítás
Ez a szócikk részben vagy egészben  a   Dunja Brozović-Rončević című horvát Wikipédia-szócikk ezen változatának fordításán alapul.  Az eredeti cikk szerkesztőit annak laptörténete sorolja fel. Ez a jelzés csupán a megfogalmazás eredetét és a szerzői jogokat jelzi, nem szolgál a cikkben szereplő információk forrásmegjelöléseként.